# Waltzes from Vienna
Waltzes from Vienna ist eine britische Filmbiografie des Regisseurs Alfred Hitchcock aus dem Jahr 1934 nach dem gleichnamigen Theaterstück von Guy Bolton. Er handelt von den beiden Komponisten Johann Strauss Vater und Sohn. Der Film wurde bislang nicht deutsch synchronisiert; sein Titel bedeutet „Walzer aus Wien“.

## Handlung
Der Film handelt von Johann Strauss Junior, der von seinem Vater, Johann Strauss Senior, gezwungen wird, in einer Bäckerei zu arbeiten, obwohl er viel lieber Musik machen würde. Er verliebt sich in Resi. Strauss wird von einer reichen Gräfin gebeten, ihr einen Walzer zu komponieren. Er komponiert „An der schönen blauen Donau“, obwohl Resi zunehmend eifersüchtig wird.

## Hintergrund
- Im Mittelpunkt des Films steht die Komponistenfamilie Strauss. Es war der erste Tonfilm, der sich mit dem Leben der Strauss’ beschäftigt, wobei sich der Film stilistisch noch stark am Stummfilm anlehnt.
- Grundlage war die englische Theaterkomödie „Waltzes from Vienna“, die über zwei Jahre in London gespielt wurde.
- Hitchcock inszenierte Waltzes from Vienna, nachdem er nach wenig erfolgreichen Jahren den Vertrag mit British International Pictures löste und kurz bevor mit Der Mann, der zuviel wusste (1934) seine erfolgreichste englische Phase begann.
- Hitchcock selbst war von diesem Film nicht überzeugt: „Das war ein Musical ohne Musik. Ganz billig. Es hatte überhaupt nichts mit meiner sonstigen Arbeit zu tun.“[1]